# 松本祐一
松本 祐一（まつもと ゆういち、1990年2月27日 - ）は、日本の俳優である。
株式会社bamboo、劇団平熱43度所属。

## 人物・エピソード
- 愛称は「まっつん」。
- 特技はダンス、サッカー。

## 出演作品

### テレビドラマ
- えにしの記憶（2014年12月、TOKYO MX） - 権田 役

### 舞台
- 極上文學 銀河鉄道の夜（2012年9月、シアターサンモール）
- 極上文學 夢十夜（2013年1月、シアターサンモール）
- ナイスコンプレックス19「斜い人」（2013年4月、サンモールスタジオ） - 山田 役
- 極上文學 藪の中（2013年6月、俳優座劇場）
- Club SLAZY（2013年9月、新宿FACE） - Jiggy 役
- 極上文學 Kの昇天〜或はKの溺死〜（2013年11月、全労済ホール スペースゼロ）
- BASARA 第2章（2014年1月、シアター1010）
- BQMAP「Birth」（2014年4月、道頓堀ZAZA / 笹塚ファクトリー） - 佐助 役
- STORM LOVER 〜波打ち際の王子SUMMER!〜（2014年5月、俳優座劇場） - 辰原奏矢 役
- 劇団ホチキス「妻らない極道たち」（2014年6月、吉祥寺シアター） - 海道猛 役
- 舞台「K」（2014年8月、六本木ブルーシアター） - 三科草太 役
- PERSONA3 the Weird Masquerade 〜群青の迷宮〜（2014年9月、シアター1010） - ジン 役
- ちはやぶる神の国〜異聞・本能寺の変〜（2014年10月、シアターサンモール） - 万見仙千代 役
- 舞台『弱虫ペダル』インターハイ篇 The WINNER（2015年3月、日本青年館 大ホール / シアターBRAVA! / キャナルシティ劇場） - 井尾谷諒 役
- PERSONA3 the Weird Masquerade〜蒼鉛の結晶〜（2015年6月、シアターGロッソ） - ジン 役
- CLOCK ZERO 〜終焉の一秒〜 Re-verse-mind（2015年8月、シアターサンモール） - 神賀旭 役
- 極上文學　高瀬舟・山椒大夫（2015年10月、CBGKシブゲキ!! / 大阪ビジネスパーク円形ホール） - 庄兵衛 / 厨子王・弟 役
- おん・すてーじ「真夜中の弥次さん喜多さん」（2016年1月10日 - 17日、シアターGロッソ / 1月22日 - 24日、サンケイホールブリーゼ） - Gロッソマングリーン 役[1]
- エビス駅前バープロデュースvol.25「3番目の恋人」（2016年5月2日 - 13日、エビス駅前バー）
- ミュージカル『魔界王子 devils and realist』（2016年6月1日 - 5日、全労済ホール スペース・ゼロ） - アーネスト・クロスビー牧師 役
- 極上文學　春琴抄（2016年6月、全労済ホール スペース・ゼロ / 大阪ビジネスパーク円形ホール） - 佐助 / 鶯役
- ホチキスプロデュース「HUNGRY～伝説との距離～」[2]（2016年7月21日 - 24日、CBGKシブゲキ!!）
- ハイパープロジェクション演劇「ハイキュー!!」"烏野、復活！"（2016年10月 - 12月、東京・岩手・福岡・大阪・東京凱旋） - 笹谷武仁 役
- D'TOT 7th Act 舞台「緋色八犬伝」[3]（2017年2月2日 - 5日、銀座博品館劇場）
- おん・すてーじ「真夜中の弥次さん喜多さん」双（2017年6月21日 - 25日、全労済ホール スペース・ゼロ） - リー・ファン 役ほか
- ミュージカル『魔界王子 devils and realist』the Second spirit（2017年11月4日 - 12日、新宿FACE） - アーネスト・クロスビー牧師 役
- 舞台「おおきく振りかぶって」（2018年2月2日 - 12日、サンシャイン劇場） - 島崎慎吾 役
- 極上文學　風の又三郎・よだかの星（2018年3月8日 - 13日、紀伊國屋ホール） - 嘉助 / 弟 役
- ナイスコンプレックスN29「YAhHoo!!!!」（2018年4月25日 - 29日、シアターグリーン BIG TREE THEATER）
- 舞台 アルカナ・ファミリア アルカナ・デュエロ（2018年8月18日 - 26日、シアターサンモール） - ジョーリィ役
- ことのはBOX「想稿 銀河鉄道の夜」（2018年10月10日 - 14日、新宿シアターモリエール）
- 歌劇派ステージ ダメプリ ダメ王子 VS 完璧王子（2018年12月1日 - 9日、AiiA 2.5 Theater Tokyo） - ヴィーノ 役[4]
- 舞台「青春歌闘劇バトリズムステージWAVE」（2019年1月25日 - 2月3日、シアターサンモール） - リク 役
- ことのはBOX「見よ、飛行機の高く飛べるを」 （2019年3月13日 - 17日、中目黒キンケロシアター） - 新庄洋一郎 役
- Otona Project 第24弾 爆走おとな小学生 第10回全校集会「初等教育ロイヤル」（2019年5月29日 - 6月2日、全労済ホール / スペース・ゼロ）
- 歌劇派ステージ ダメプリ ダメ王子 VS 偽者王子（2019年5月17日 - 23日、よみうり大手町ホール） - ヴィーノ 役[5]
- ことのはBOX「歌姫」（2019年9月5日 - 8日、中目黒キンケロシアター） - 神宮寺くん 役
- Otona Project第二十七弾 演劇ユニット 爆走おとな小学生 第十二回全校集会「勇者セイヤンの物語（仮）」（2019年10月24日 - 28日、シアター1010）
- 極上文學 桜の森の満開の下 ～孤独～（2019年12月7日 - 15日、新宿FACE） - ミレン / アコガレ
- 舞台「おおきく振りかぶって / おおきく振りかぶって秋の大会編」ダブルヘッダー特別公演（2020年2月14日 - 24日、サンシャイン劇場） - 島崎慎吾 役
- 「グッバイ・エイリアン」Monkey Works Vol.4（作：木下半太、脚色・演出：笠原哲平、2020年7月8日 - 12日、草月ホール）
- Monkey Works Vol.05「蒲田淳士の歪な就活」（2020年9月、中野ザ・ポケット）
- 劇団TEAM-ODAC 第35回本公演『岸和田少年愚連隊～あの頃のハートは今もある～（2020年秋の陣）』（2020年11月、こくみん共済 coop ホール スペース・ゼロ）
- Bobjack Theater vol.25〜ボブジャックの少し早い年忘れの宴！略してボブ宴(ぼぶえん)〜新作『目を閉じておいでよ』（2020年12月、池袋シアターKASSAI）
- 舞台「淡海乃海-声無き者の歌をこそ聴け-」（2021年3月、俳優座劇場） - 重蔵 役
- 舞台「時空 陰陽師」（2021年4月、ラゾーナ川崎プラザソル） - 菅原道真 / 速水マコト役
- 劇団TEAM-ODAC第36回本公演 『ダルマ(2021)』[6]（2021年6月、浅草花劇場） -羽賀 役
- 朗読劇「学園デスパネル2021」[7](2021年8月、座・高円寺２) -リーダー役
- 無情報『本公演vol.6「そこまでだ悪いやつ！」』[8]（2021年10月、シアターグリーン BOX in BOX THEATER）-レッド役
- Cooch2021公演「In the womb」[9]（2021年10月、GARDEN新木場FACTORY）-サミー役
- 劇団TEAM-ODAC第34回本公演「僕らの深夜高速」[10]（2021年12月、草月ホール）-草野重成役
- 朗読劇『終末のReコード』[11]（2022年4月8日 - 10日、シアターグリーン BIG TREE THEATER）
- Flying Trip vol.18「ギミトリックバード」（2022年7月13日 - 21日、こくみん共済 coop ホール / スペース・ゼロ）[12]
- 無情報 結成10周年記念公演「BILL'S BILLS BUILDS」（2024年6月20日 - 23日、CBGKシブゲキ!!）[13]
- 劇団ホチキス 第50回本公演「妻らない極道たち」（2025年4月2日 - 6日、こくみん共済 coop ホール/スペース・ゼロ / 4月20日、メニコン シアターAoi）[14]
- LEGENDSTAGE feat. カムカムミニキーナ「よろしく候〜BOTTOM OF HEART〜」（2025年6月26日 - 30日〈予定〉、シアター1010） - 大作 役[15][16]

### 劇団
- 劇団平熱43度 インディーとジョーンズの最初の聖戦（2011年） - ゴモラ 役
- 劇団平熱43度 真冬の夜の夢（2012年） - シェイク役
- 劇団平熱43度 炎の三銃士（2012年、大塚萬劇場） - ウィーゴ 役
- 劇団平熱43度 流刑の島-ABASHIRI-（2013年、大塚萬劇場） - 多楽 役
- 劇団平熱43度 アシュラ（2013年、八幡山ワーサルシアター） - 秋生 / 尚也 役
- 劇団平熱43度 熱血戦隊！ハートレンジャー！飛翔編！（2015年、大塚萬劇場） - 秋本躑躅 役